# Hilton Baton Rouge Capitol Center
El Hilton Baton Rouge Capitol Center es un hotel histórico en Baton Rouge, Luisiana, construido originalmente en 1927 como Heidelberg Hotel. Fue incluido en el Registro Nacional de Lugares Históricos en 1982.  Era la vivienda favorita del gobernador de Luisiana, Huey Long, que tenía una suite en el cuarto piso. Durante un tiempo fue conocido como Capitol House Hotel, cuando bajo la dirección del ex representante estatal Chris Faser, Jr. Huey P. Long, John F. Kennedy, Hubert Humphrey, Jimmy Carter, Will Rogers y Fidel Castro fueron todos invitados.
Cerró en 1985 y estuvo en su mayor parte abandonado hasta 2005. Reabrió después de una renovación de 70 millones  de dólares el 30 de agosto de 2006, como Hilton Baton Rouge Capitol Center.
La lista NRHP del hotel se incrementó en 2008 para incluir el Hotel King al otro lado de la calle y la lista pasó a llamarse Heidelberg Hotel y Hotel King.